# Una bachata
«Una bachata» (estilizado en mayúsculas) es una canción de la cantante y bailarina española Lola Índigo, en colaboración con el cantante español Saiko. Fue lanzada el 2 de febrero de 2024, un año después como su último sencillo de su primer EP GRX a través de Universal Music Spain.

## Antecedentes
Lola Índigo lanzó su EP GRX con todas las canciones en 2023, pero necesitaba lanzar un sencillo un año después. Empezó a subir videos de la canción en su cuenta de TikTok y fotos en sus redes sociales a partir del 1 de febrero diciendo que la canción se lanzaría el día siguiente a las 00:00 de la noche. Antes de su lanzamiento, publicó en su cuenta de Twitter:
“El último tema de GRX tenía que ser un bachatón granadino pa' todos los chavales que crecimos con Aventura, Romeo, Prince Royce, esas noches de verano en la Babilonia y la Mae West bailando bachata. El tema tiene un guiño a cada uno y acabamos el video grabando en un kebab, pues no sé que hay más granadino que eso”. 

## Composición
La canción fusiona con varios estilos urbanos mezclando bachata, a ritmo de cultura y estilo juvenil. Además, está inspirado en ritmo de Aventura y Romeo Santos, artistas que ellos escuchaban en su adolescencia. También es una canción que suele ponerse en discotecas de verano.

## Video musical
El video musical fue dirigido por Álvaro Paz y estrenado en el canal de Lola Índigo el 2 de febrero. Aparecen los dos sobre un coche en Manipulados Genil, en Atarfe y a Lola Índigo bailando con sus compañeras, refleja sitios como las discotecas Mae West y Babilonia en Granada, también salen cenando en un kebab.

## Posicionamiento en listas
| Listas                                 | Mejor posición |
| -------------------------------------- | -------------- |
| España (PROMUSICAE (Top 100 Canciones) | 9              |
| España (PROMUSICAE)                    | 17             |

## Certificaciones
| País   | Organismo certificador | Certificación | Ventas certificadas | Ref.   |
| ------ | ---------------------- | ------------- | ------------------- | ------ |
| España | PROMUSICAE             | 2× Platino    | 100 000             | [ 9 ]  |
| España | PROMUSICAE             | Oro           | 100 000             | [ 10 ] |